# Тойченталь – Белен (бутадієнопровід)
Тойченталь — Белен (Butadienpipeline Teutschenthal — Böhlen, PTB) — один з продуктопроводів, що обслуговують розташований на сході Німеччини нафтохімічний комплекс Белен-Шкопау-Лойна.
У середині 1990-х концерн Dow Cemical викупив установку парового крекінгу в Белені та розрахований на споживання її продукції нафтохімічний майданчик у Шкопау. У межах початої одразу після цього великої модернізації в Белені спорудили потужну (105 тисяч тонн на рік) установку екстракції бутадієну, продукція якої призначалась для розташованих у Шкопау виробництв полібутадієну та бутадієн-стирольної резини.
Для транспортування бутадієну в 2002 році здали до експлуатації продуктопровід діаметром 150 мм з робочим тиском 6,8 МПа, розрахований на прокачування 60 м3/год. При довжині у 60,6 км він сягнув розташованого трохи західніше від Шкопау підземного сховища олефінів у Тойченталь.
Можливо відзначити, що з Белена до району Шкопау/Лойна прямують й інші продуктопроводи, як-от стиролопровід PBB, етиленопровід EBT або пропіленопровід PBT.